# Egbert Koops
Egbert Koops (Utrecht, 9 januari 1979) is een Nederlands rechtshistoricus. Koops is hoogleraar aan de Universiteit Leiden.
Koops volgde het gymnasium aan het Stedelijk Gymnasium Leiden, waar hij in 1996 eindexamen deed. Hij studeerde rechten en geschiedenis aan de Universiteit Leiden, waar hij in 2003 afstudeerde in het civiel recht en in 2004 ook in het notarieel recht. Na zijn afstuderen begon hij aan een promotie-onderzoek onder begeleiding van Willem Zwalve, dat resulteerde in een proefschrift getiteld Vormen van subsidiariteit. Een historisch-comparatistische studie naar het subsidiariteitsbeginsel bij pand, hypotheek en borgtocht, waar hij op 15 april 2010 cum laude op promoveerde. Het boek werd datzelfde jaar uitgegeven door Boom Juridische uitgevers te Den Haag en won in 2013 de Premio Speciale dell’Università di Camerino, intitolato Alan Rodger. Na zijn promotie bleef hij verbonden aan de Universiteit Leiden als postdoctoraal onderzoeker en universitair docent, waar hij met subsidie van NWO onderzoek deed naar het gebruik van het peculium (een "beurs" voor slaven) als financieringsinstrument in het Romeinse Rijk. In 2013-2014 was hij universitair docent goederenrecht aan de Rijksuniversiteit Groningen.
Op 1 maart 2014 werd Koops benoemd tot hoogleraar rechtsgeschiedenis aan de Universiteit Leiden, als opvolger van zijn promotor Willem Zwalve. Hij hield zijn oratie op 20 februari 2015. Hij redigeerde onder andere de boeken The Past and Future of Money (2008), Massificatie in het privaatrecht (2010) en Law & Equity: Approaches in Roman Law and Common Law (2014). In 2021 en 2022 schreef hij met Jelle Jansen (RuG) een wisselcolumn over Romeinse juristen in Ars Aequi. Koops is lid van het CDA en stond voor die partij op de 16e plek van de kieslijst bij de gemeenteraadsverkiezingen van 2022. Hij was ook bestuurslid van de 3 October Vereeniging. Op 7 februari 2025, de 450e dies natalis van de Universiteit Leiden, sprak Koops de diesoratie uit, getiteld De afgezworen eed. Over vrijheid van geweten en academie.